# Das Licht auf dem Galgen (Erzählung)
Das Licht auf dem Galgen ist eine Erzählung von Anna Seghers aus dem Jahr 1961. Der Text gehört zusammen mit Die Hochzeit von Haiti und Wiedereinführung der Sklaverei in Guadeloupe zu den 1962 publizierten Karibischen Geschichten.
Das Sterben des jungen Jean Sasportas im Kampf gegen die Sklaverei der Engländer auf Jamaika war nicht umsonst.

## Inhalt

### Rahmenerzählung
Paris, nach dem Jahr 1800: Der Seemann Malbec macht den Jakobiner Antoine ausfindig, um ihm einen Brief seines auf Kuba verstorbenen Freundes Galloudec zu übergeben. In dem Schreiben wird mitgeteilt, Sasportas sei in Kingston gehenkt worden und Debuisson habe nach einem Geständnis Jamaika verlassen dürfen. Sasportas, als Kind spanischer Juden in Frankreich geboren, hatte das Medizinstudium abgebrochen und war während des Direktoriums Schüler des Lehrers Antoine geworden. Der auf Jamaika geborene Arzt Victor Debuisson ist von englisch-französischer Abstammung. Er hatte Sasportas als seinen Gehilfen mit nach Jamaika genommen, um dort die Sklaven schwarzafrikanischer Herkunft zu befreien. Beide waren Mitglieder der Gesellschaft der Freunde der Schwarzen.

### Binnenerzählung
Auf der Überfahrt glauben die Engländer anscheinend den Vorspiegelungen Debuissons: Er und Sasportas seien Feinde der Republik. Als die beiden um das Jahr 1798 zusammen mit dem weißen Franzosen Galloudec – von Antoine ausgeschickt – auf Jamaika landen, werden nur Debuisson und Sasportas von Debuissons Großvater Dr. Bering, dem Rumdoktor, in der Bering-Farm aufgenommen. Fremde müssen auf Jamaika ein Arbeitsverhältnis nachweisen. Also wird der Seemann Galloudec kurzerhand zu Robert Crocroft, einem Bootsbauer an der Annotta Bay im Norden der Insel, abgeschoben. Nachdem Crocroft miterlebt hatte, wie die Maronen auf der Insel mit Hunden gejagt worden waren, war er zum Gegner der Sklaverei geworden. Über Crocroft wird Galloudec mit dem jungen, auf Jamaika geborenen Negersklaven Bedford bekannt. Über Bedford und den weißen Pächter Swaby hält Galloudec Kontakt zu seinen beiden Mitstreitern auf der Bering-Farm. Galloudec erkundigt sich bei Crocroft über einen Neger Cuffee und bekommt die Auskunft, Cuffee sei ins Innere der Insel geflüchtet und wolle ein zweiter Toussaint werden.
Debuisson lässt Sasportas prüfen, ob Bedford wirklich geeignet ist, auf den Farmen kampfeswillige Sklaven aufzuspüren. Sasportas sucht Bedford auf. Beide Männer mögen sich. Bedford will ein Treffen von Negern in der Bagolischlucht zustande bringen und hofft auf eine Begegnung mit Cuffee. Bedford darf in einer abgelegenen Feldschmiede allein für den weißen Aufseher Glavish arbeiten. Alle möglichen Leute kommen vorbei und lassen zum Beispiel ihre Pferde beschlagen. Glavish steckt die Bezahlung für Bedfords Arbeit ein. Einmal kommt ein hagerer Neger vorbei, der sich als Cuffee zu erkennen gibt.
Als die Nachricht von Napoleons Staatsstreich die Antillen erreicht, fühlt sich Debuisson nicht mehr an den Auftrag, von Antoine erteilt, gebunden. Debuisson will die Bestätigung General Napoleons abwarten. Nicht so Sasportas. Der junge Idealist hält Weiterkämpfen für seine republikanische Pflicht und begreift, er muss fortan ohne Debuissons Leitung handeln. Sasportas spannt Ann, seine Geliebte, in seine Bemühungen zur Kontaktaufnahme mit kampfeswilligen Sklaven ein. Die junge schwarze Sklavin hilft Sasportas jederzeit furchtlos bei seiner geheimen Mission. Sie wird für ihren Ungehorsam mehrfach getauscht, schließlich auf eine abgelegene Farm verkauft und mit einem strengen Gatten zwangsverheiratet. Ann leitet Treffen von Sasportas mit Galloudec in die Wege. Die beiden Männer wollen den Negern weiter beistehen. Sasportas rechnet damit, dass ihm etwas zustoßen könnte. Für den Fall bittet er Galloudec, Antoine in Paris zu informieren.
In der Schmiede erschlägt Bedford seinen Herrn Glavish und flieht in die Wildnis. Kurz danach geraten mehrere Farmen in Brand. Die Neger wollen Bedfords Signal nicht verstehen. Debuisson treibt die Sklaven mit Schlägen bei der Brandbekämpfung an. Bedford wird gefangen und muss zur Strafe, in der Tropenhitze in einen auch oben offenen Käfig gesperrt, qualvoll sterben. Cuffees Gefährten werden von Gebirgssoldaten aufgerieben. Cuffees Leiche bleibt unauffindbar.
Der schwarze Kutscher Douglas, Sklave beim Rumdoktor Bering, hatte vor Jahren Victor Debuisson, als dieser noch ein Kind war, in sein Herz geschlossen. Nun spürt er aber, sein ehemaliger Liebling und die beiden anderen Fremden – Sasportas und Galloudec – sind Verdächtige. Er verrät die drei an herbeigeeilte Untersuchungsbeamte. Debuisson gesteht sein Vergehen und darf zur Belohnung nach London reisen. Sasportas denunziert seine Kombattanten nicht und wird gehenkt. Galloudec, von Ann gewarnt, gelingt mit einem Boot die Flucht nach Kuba. Kurz nach dem Zeitpunkt der Hinrichtung Sasportas' war dem zurückblickenden Seemann auf hoher See so gewesen, als ob er ein Licht über dem Galgen des Gehenkten gesehen habe.

## Zitat
- „Ein Toter bleibt immer jung.“[3]

## Form
Nach Barner und Mitarbeitern schreibt Anna Seghers bildhaft, nüchtern und dicht.
Der Leser muss nicht nur den Gedankengängen der Protagonisten – wie zum Beispiel Debuissons – folgen. Auch Nebenfiguren, wie der naive Negersklave Douglas, fürchten sich vor dem Angriff der Cuffee-Leute aus dem Urwald. Indem die Nebengeschichte des Douglas beiläufig erzählt wird, erscheint die alles entscheidende Aussage des Kutschers motiviert. Douglas ist auf Sasportas ein klein wenig eifersüchtig, weil er ihm seinen Liebling Victor Debuisson weggenommen hat.
Sklaverei wird ironisch mit „unbeschränkter Menschenverwendung“ umschrieben.
Anna Seghers schreibt Rheinisch: „Es trätscht von Blut.“

## Rezeption
- Sonja Hilzinger hebt den kunstvollen Bau des Textes und den zurückhaltenden Ton hervor. Das erzählerische Element Wiederholung evoziere Resignation. Die Sklaven auf Jamaika, um die es im Grunde geht, habe Anna Seghers gegenüber dem dominierenden weißen Trio Sasportas, Debuisson und Galloudec ein wenig in den Hintergrund gedrängt. Napoleon erscheine als Verräter der Revolution.[7]
- Die Rahmenerzählung stelle den Bezug zur Ursache der karibischen Erhebung, der Französischen Revolution, her.[8]
- Sasportas opfert das eigene Leben für die Sache der Sklavenbefreiung. Die Frage nach dem Sinn dieses Opfers werde gestellt.[9] Sasportas, Märtyrer der Revolution, sei legendär dargestellt.[10]
- Neugebauer empfindet den Stil als lebendig.[11] In der Erzählung gehe es um das Gewinnen und Verlieren von Vertrauen.[12] Literatur sei für Anna Seghers auch so etwas wie das Gedächtnis der Revolution.[13] Die Autorin wolle gegen die Historiographie der Herrscher anschreiben.[14]

## Mediale Adaptionen
- Helmut Nitzschke hat die Erzählung 1976 für die DEFA verfilmt. Alexander Lang spielte den Sasportas, Amza Pellea den Debuisson und Jürgen Holtz den Galloudec.
- 1980 wurde Heiner Müllers Stück Der Auftrag – nach Motiven der Erzählung geschrieben – an der Berliner Volksbühne uraufgeführt; es erlebte und erlebt als eines der erfolgreichsten Stücke Müllers bis auf den heutigen Tag deutschlandweit und international immer neue Inszenierungen; die bekannteste, realisiert im Haus der Berliner Festspiele im Jahr 2004, dem (lt. Beschluss der 57. Generalversammlung der Vereinten Nationen) „Internationalen Jahr zum Gedenken an den Kampf gegen die Sklaverei und ihre Abschaffung“, unter der Regie von Ulrich Mühe, lief en suite vor ausverkauftem Haus und wurde auf ARTE ausgestrahlt.

### Textausgaben
Erstausgabe
- Das Licht auf dem Galgen. Eine karibische Geschichte aus der Zeit der Französischen Revolution. Aufbau-Verlag, Berlin 1961

Verwendete Ausgabe
- Das Licht auf dem Galgen. S. 340–461 in: Anna Seghers: Erzählungen 1952–1962. Band XI der Gesammelten Werke in Einzelausgaben (enthält noch Der Mann und sein Name. Der erste Schritt. Brot und Salz. Vierzig Jahre der Margarete Wolf und die „Karibischen Geschichten“ Die Hochzeit von Haiti sowie Wiedereinführung der Sklaverei in Guadeloupe). Aufbau-Verlag Berlin 1981 (2. Aufl.), ohne ISBN

Neue Werkausgabe
- Anna Seghers: Erzählungen 1948–1949 (Werkausgabe Band II/3). Bandbearbeitung Robert Cohen. Aufbau Verlag, Berlin 2012 (enthält „Die Hochzeit von Haiti“, „Wiedereinführung der Sklaverei in Guadeloupe“, „Das Argonautenschiff“, „Das Kochbuch“ sowie ein frühes Fragment von „Das Licht auf dem Galgen“).

### Sekundärliteratur
- Heinz Neugebauer: Anna Seghers. Leben und Werk. Mit Abbildungen (Wissenschaftliche Mitarbeit: Irmgard Neugebauer.)   (Schriftsteller der Gegenwart). Volk und Wissen, Berlin 1980, ohne ISBN
- Kurt Batt: Anna Seghers. Versuch über Entwicklung und Werke. Mit Abbildungen. Reclam, Leipzig 1973 (2. Aufl. 1980). Lizenzgeber: Röderberg, Frankfurt am Main (Röderberg-Taschenbuch Band 15), ISBN 3-87682-470-2
- Ute Brandes: Anna Seghers. Colloquium Verlag, Berlin 1992. (Köpfe des 20. Jahrhunderts. 117.) ISBN 3-7678-0803-X.
- Andreas Schrade: Anna Seghers. Metzler, Stuttgart 1993 (Sammlung Metzle. 275.). ISBN 3-476-10275-0
- Wilfried Barner (Hrsg.): Geschichte der deutschen Literatur. Band 12: Geschichte der deutschen Literatur von 1945 bis zur Gegenwart. Beck, München 1994, ISBN 3-406-38660-1.
- Sonja Hilzinger: Anna Seghers. Mit 12 Abbildungen. Reihe Literaturstudium. Reclam, Stuttgart 2000, (Reclams Universal-Bibliothek.) ISBN 3-15-017623-9